# MacOS High Sierra
macOS High Sierra (versión 10.13) es la decimocuarta versión de macOS (anteriormente OS X), el sistema operativo de Apple para sus ordenadores de escritorio, portátiles y servidores Macintosh. Es la segunda versión del sistema operativo tras el cambio de denominación de OS X a macOS.
Fue anunciada el 5 de junio de 2017 durante la WWDC de ese año como sucesor de macOS Sierra junto a las nuevas versiones de los otros tres sistemas operativos de los dispositivos de Apple: iOS 11 para iPhone y iPad, watchOS 4 para Apple Watch y tvOS 11 para Apple TV.

## Lanzamiento
Tras la presentación del sistema operativo el 5 de junio de 2017, Apple lanzó la primera versión beta para los desarrolladores, anunciando además que dicha beta estaría disponible para el público general a finales del mes de junio. La versión se lanzó el 25 de septiembre de 2017.

## Cambios

### Sistema

#### APFS
Dentro de las novedades más importantes, encontramos el nuevo sistema de ficheros de Apple (Apple File System). Se trata de un nuevo sistema de fichero en reemplazo de HFS+ prometiendo un mayor rendimiento. Está principalmente pensado para unidades de estado sólido (SSD), por ello, se recomienda su instalación sólo en estos discos.

#### Metal 2
Apple ha introducido la nueva generación de su API, Metal 2. Las principales características que ofrece esta nueva generación es la compatibilidad con VR (realidad virtual) y soporte con eGPU (tarjetas gráficas externas), y mayor optimización en las aplicaciones que dispongan de uso de la GPU, a través de Metal 2.

### Aplicaciones

#### Fotos
La aplicación fotos ha recibido una mejora dentro de las herramientas de edición de foto.

#### Safari
El navegador de Apple ha añadido algunos cambios dentro de su actualización como: bloquear la reproducción automática de algunos vídeos publicitarios, bloquear cookies y rastros indeseados, permitir el ajuste personalizado para cada página, entre otros cambios, para ayudar a mejorar la privacidad del usuario.

#### Mail
Ahora la aplicación Mail ha aumentado en un 35% la optimización del almacenamiento en macOS High Sierra.

##### Siri
Siri ha mejorado su voz siendo ahora una voz más natural y expresiva. Además, Siri permite la sincronización con iOS 11. Por último, cabe destacar que en High Sierra es posible dialogar con Siri mediante texto y desactivar su voz.

### Otras novedades
Da mejor privacidad al usuario

#### Soporte para eGPU
Durante las betas y actualizaciones de macOS High Sierra se fueron descubriendo ciertos cambios en la integración de tarjetas gráficas externas (eGPU) con el sistema. Por primera vez, Apple hace un soporte oficial, a través de su nuevo API, Metal 2, con eGPU. No fue hasta la actualización 10.13.4 cuando Apple lanzó oficialmente una lista con las tarjetas gráficas soportadas dentro del sistema.

## Equipos soportados
Todos los equipos que son capaces de correr macOS Sierra soportan esta versión, por lo tanto, los dispositivos con High Sierra disponible son los siguientes:
| Producto    | Modelos                         |
| ----------- | ------------------------------- |
| iMac        | Finales de 2009 o más reciente  |
| MacBook     | Finales de 2009 o más reciente  |
| MacBook Pro | Mediados de 2010 o más reciente |
| MacBook Air | Finales de 2010 o más reciente  |
| Mac mini    | Mediados de 2010 o más reciente |
| Mac Pro     | Mediados de 2010 o más reciente |

## Versiones
|  | Descontinuado |  | Versión Actual |  | En desarrollo (Beta) |

| Versión        | Build           | Fecha                    | Darwin | Información | Descarga                                                                |
| -------------- | --------------- | ------------------------ | ------ | --- | ----------------------------------------------------------------------- |
| 10.13          | 17A365          | 25 de septiembre de 2017 | 17.0.0 | Lanzamiento original de Mac App Store                                                                               |                                                                         |
| 10.13          | 17A405          | 5 de octubre de 2017     | 17.0.0 | Contenido de seguridad de macOS High Sierra 10.13 Actualización suplementaria                                       | macOS 10.13 Supplemental                                                |
| 10.13.1        | 17B48           | 31 de octubre de 2017    | 17.2.0 | Actualización macOS High Sierra 10.13.1 Contenido de seguridad de macOS High Sierra 10.13.1                         | macOS High Sierra 10.13.1 update                                        |
| 10.13.1        | 17B1002 17B1003 | 29 de noviembre de 2017  | 17.2.0 | Contenido de seguridad de la Actualización de seguridad 2017-001                                                    | Security Update 2017-001 macOS High Sierra v10.13.1                     |
| 10.13.2        | 17C88 17C89     | Diciembre 6, 2017        | 17.3.0 | Contenido de seguridad de macOS High Sierra 10.13.2                                                                 | macOS High Sierra 10.13.2 update macOS High Sierra 10.13.2 Combo Update |
| 10.13.3 beta 3 | 17D29a          | 1 de enero de 2018       | 17.4.0 | |                                                                         |
| 10.13.3        |                 | 23 de enero de 2018      | 17.4.0 | Actualización de MacOS High Sierra 10.13.3                                                                          |                                                                         |
| 10.13.3        | 17D102          | 19 de febrero de 2018    | 17.4.0 | Actualización complementaria de MacOS High Sierra 10.13.3                                                           |                                                                         |
| 10.13.4        | 17E99           | 29 de marzo de 2018      | 17.5.0 | Actualización de MacOS High Sierra 10.13.4                                                                          | macOS High Sierra 10.13.4 Combo Update                                  |
| 10.13.4        | 17E202          | 24 de abril de 2018      | 17.5.0 | Actualización complementaria de MacOS High Sierra 10.13.4                                                           |                                                                         |
| 10.13.5        | 17F77           | 1 de junio de 2018       | 17.6.0 | Acerca de la actualización macOS High Sierra 10.13.5                                                                | macOS High Sierra 10.13.5 Update macOS High Sierra 10.13.5 Combo Update |
| 10.13.6        | 17G65 17G2208   | 9 de julio de 2018       | 17.7.0 | Acerca de la actualización macOS High Sierra 10.13.6 Update About the security content of macOS High Sierra 10.13.6 | macOS High Sierra 10.13.6 Update macOS High Sierra 10.13.6 Combo Update |
| 10.13.6        | 17G3025         | 30 de octubre de 2018    | 17.7.0 | Acerca de la actualización de Seguridad de macOS High Sierra 2018-002                                               | Security Update 2018-002 High Sierra                                    |
| 10.13.6        | 17G4015         | 5 de diciembre de 2018   | 17.7.0 | Acerca del contenido de seguridad 2018-003 High Sierra                                                              | Security Update 2018-003 High Sierra                                    |
| 10.13.6        | 17G5019         | 22 de enero de 2019      | 17.7.0 | Acerca del contenido de seguridad de 2019-001 High Sierra                                                           | Security Update 2019-001 High Sierra                                    |